# Dżimzu

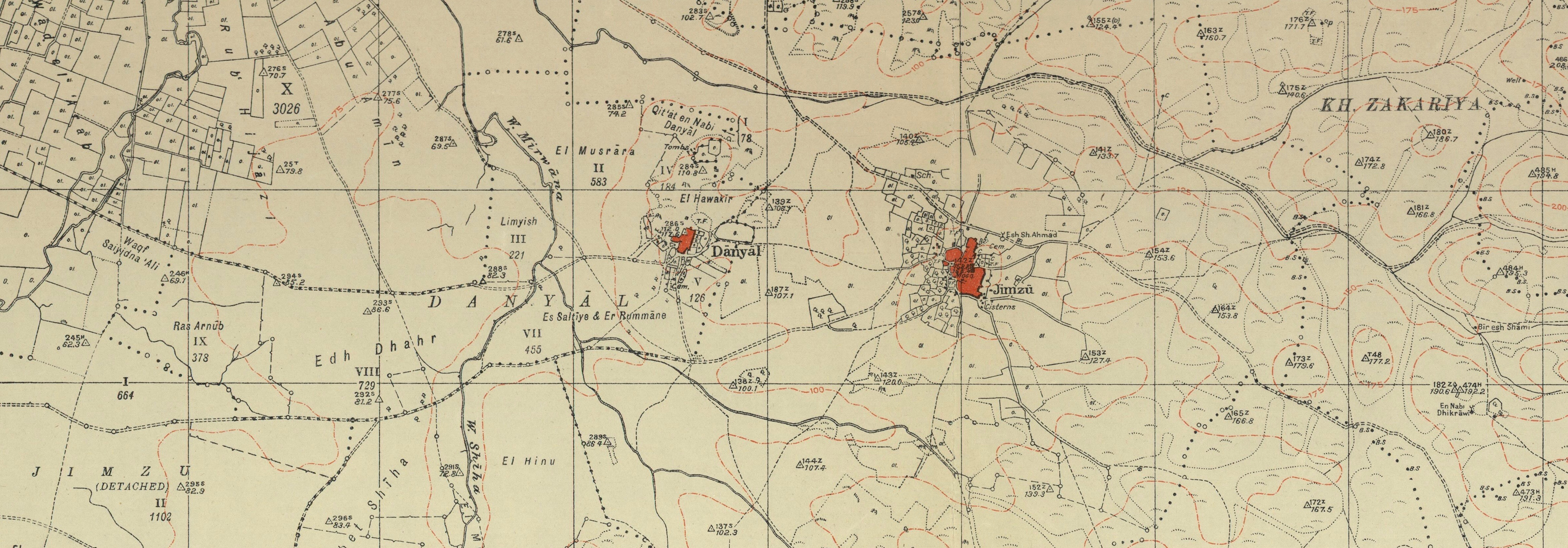
Mapa przedstawiająca wieś Dżimzu i okolice.

Dżimzu (arab. جمزو) – nieistniejąca już arabska wieś, która była położona w Dystrykcie Ramli w Mandacie Palestyny. Wieś została wyludniona i zniszczona podczas I wojny izraelsko-arabskiej, po ataku Sił Obronnych Izraela w dniu 10 lipca 1948.

## Położenie
Jimzu leżała na zachodnim krańcu wzgórz Samarii. Według danych z 1945 do wsi należały ziemie o powierzchni 9681 ha. We wsi mieszkało wówczas 1510 osób.
| Własność gruntów | Powierzchnia gruntów [ha] |
| ---------------- | ------------------------- |
| Arabowie         | 9 460                     |
| Żydzi            | 0                         |
| publiczne        | 21                        |
| Razem            | 9 681                     |

| Rodzaj użytkowanych gruntów | Arabowie [ha] | Żydzi [ha] |
| --------------------------- | ------------- | ---------- |
| uprawy cytrusów             | 77            | 0          |
| uprawy oliwek               | 1 400         | 0          |
| uprawy nawadniane           | 1 605         | 0          |
| uprawy zbóż                 | 5 577         | 0          |
| nieużytki                   | 2 372         | 0          |
| zabudowane                  | 50            | 0          |

## Historia
Miejsce to jest identyfikowane z prawdopodobną lokalizacją biblijnego miasta Gimzo.
W 1596 we wsi Dżimzu mieszkało 154 mieszkańców, którzy płacili podatki z upraw pszenicy, jęczmienia, owoców i hodowli kóz oraz uli.
W okresie panowania Brytyjczyków Dżimzu była średniej wielkości wsią. We wsi był jeden meczet. W 1920 utworzono szkołę podstawową dla chłopców, do której w 1945 uczęszczało 175 uczniów.
Na początku I wojny izraelsko-arabskiej w maju 1948 wieś zajęły arabskie milicje, które atakowały żydowską komunikację w okolicy. Na samym początku operacji Danny w dniu 10 lipca 1948 wieś zajęli izraelscy żołnierze. Mieszkańcy zostali zmuszeni do opuszczenia swoich domów. Następnie wyburzono wszystkie domy.

## Miejsce obecnie
Na terenach wioski Dżimzu w 1950 powstał moszaw Gimzo.
Palestyński historyk Walid Chalidi, tak opisał pozostałości wioski Dżimzu: „Wszystko co pozostało, to rozrzucona kamienie domów i rozsypane ściany”.